# Marco Cusin
Pour les articles homonymes, voir Cusin.
Marco Cusin, né le 28 février 1985, à Pordenone, en Italie, est un joueur italien de basket-ball. Il évolue au poste de pivot.

## Biographie
En septembre 2014, Cusin rejoint le Dinamo Basket Sassari.